# Dorotheum
Das Dorotheum ist ein 1707 gegründetes Auktionshaus mit Hauptsitz in der Dorotheergasse 17 im 1. Wiener Gemeindebezirk Innere Stadt. Es ist das größte Auktionshaus für Kunst und angewandte Kunst in Mitteleuropa und im deutschsprachigen Raum. Neben den Auktionen sind auch der Handelsbereich sowie das traditionelle Pfandgeschäft Grundpfeiler des Dorotheum.
Im Dorotheum werden Moderne und Zeitgenössische Kunst, Gemälde des 19. Jahrhunderts, Alte Meister, Antiquitäten, Juwelen, Uhren und Sammelgegenstände versteigert. Die Objekte werden zuvor in Ausstellungsräumen präsentiert. Kataloge liegen in gedruckter und digitaler Version (Internet) vor. Außerdem gibt es Verkaufsräume.
Im Jahr 1992 erhielt das Dorotheum die Staatliche Auszeichnung und darf seither das Bundeswappen im Geschäftsverkehr verwenden.

## Gebäude und Filialen

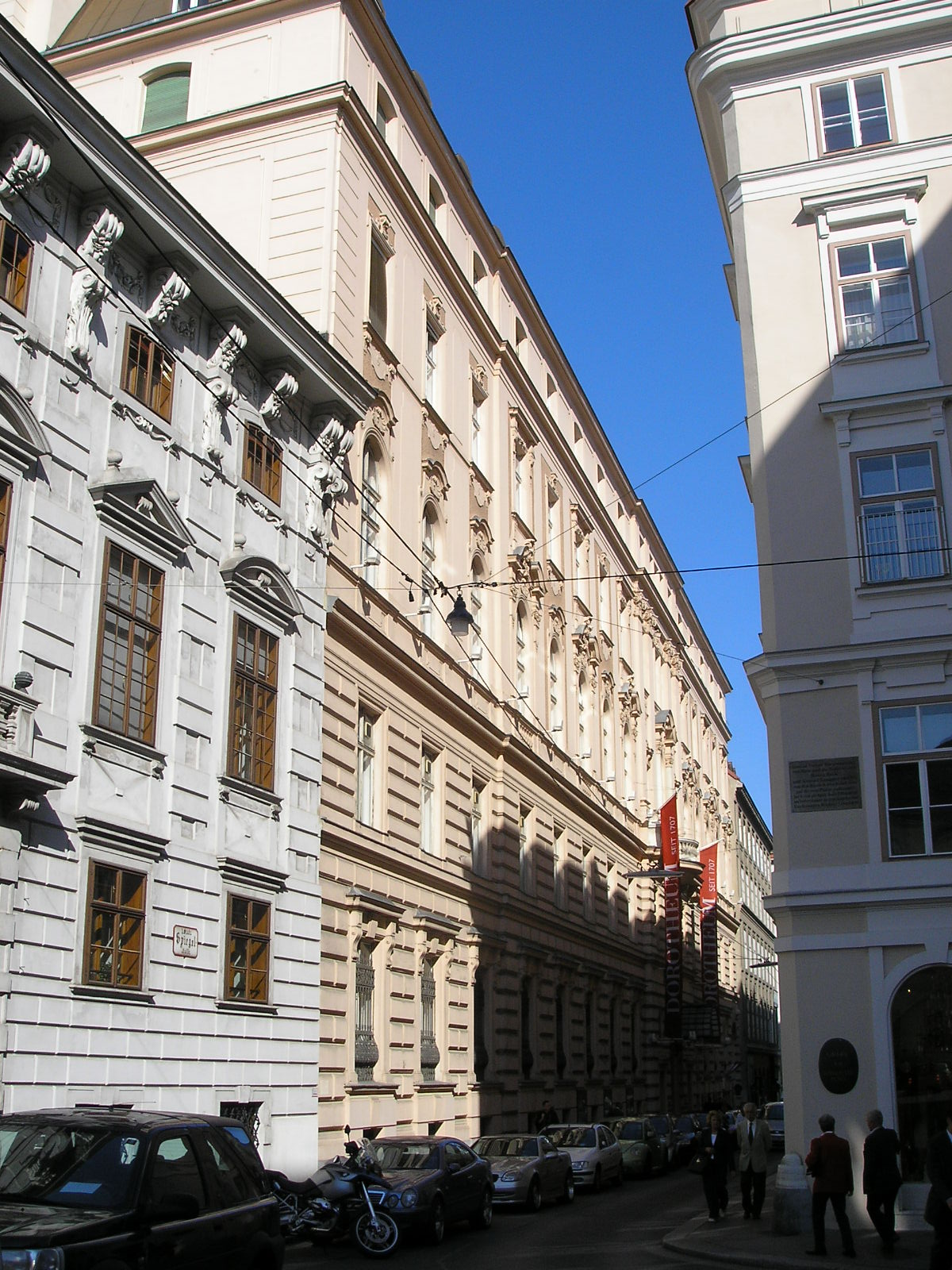
Das Palais Dorotheum in der Inneren Stadt

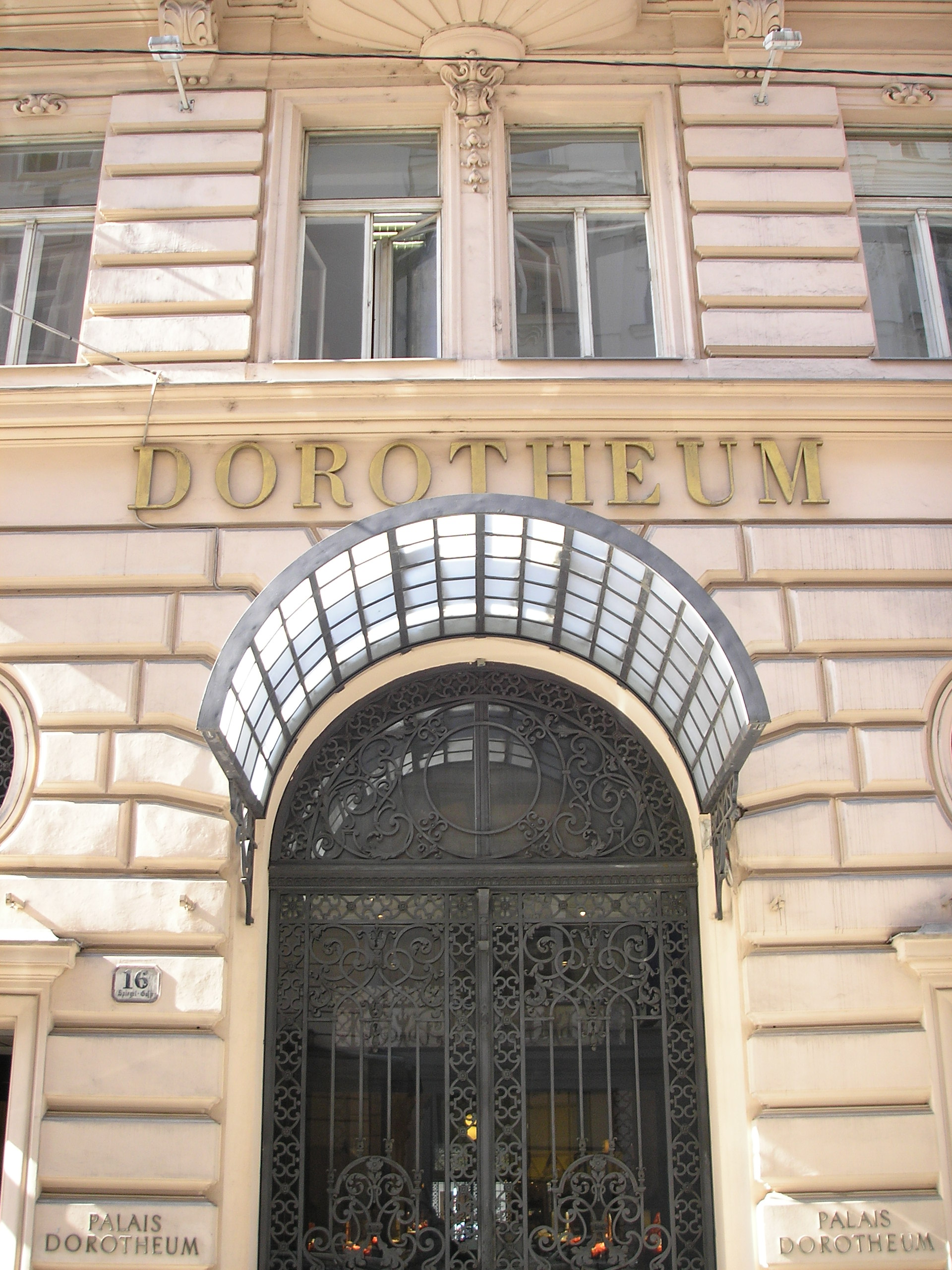
Haupteingang zum Palais Dorotheum

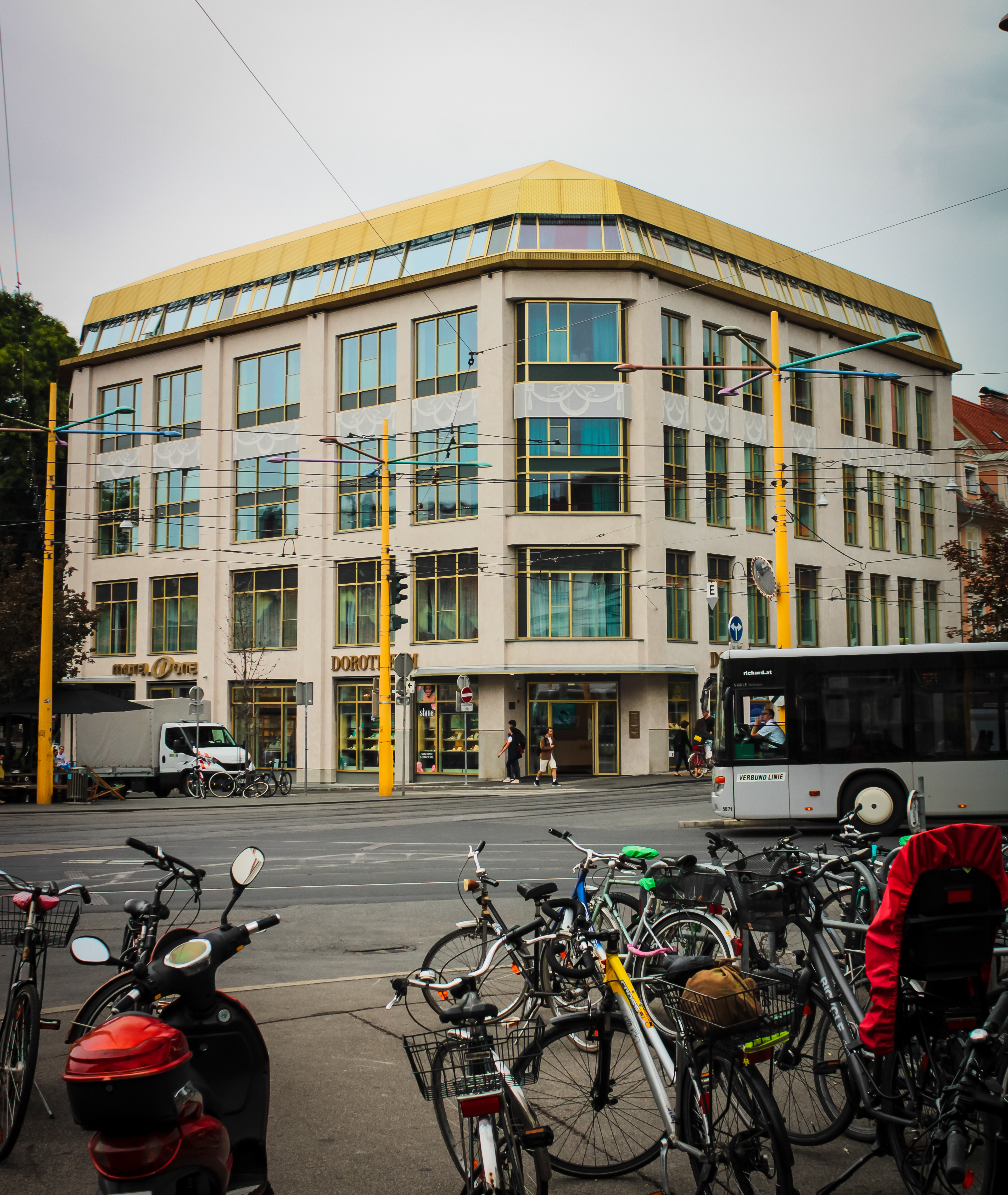
Dorotheum am Jakominiplatz in Graz, welches 2020/2021 renoviert wurde.

Das Gebäude ist im neoklassizistischen Stil errichtet. 2001 wurde der vormalige Staatsbetrieb an ein österreichisches Konsortium verkauft. Das Dorotheum expandiert seither stark.
Filialen existieren in 12 Wiener Gemeindebezirken, in den österreichischen Bundesländern (Dornbirn, Graz, Innsbruck, Klagenfurt, Linz, Pasching, Salzburg, Wiener Neustadt, St. Pölten). Hinzu kommen Repräsentanzen in Prag (seit 1992), Brüssel (seit 1996), Düsseldorf und München (seit 2003), in Hamburg (seit 2022), Mailand (seit 2005) und Rom (seit 2008), sowie Repräsentanten in London, Paris, Berlin und Tel Aviv. Über 700 Mitarbeiter weltweit, davon 100 Kunstexperten, werden beschäftigt. Jährlich finden ungefähr 600 Auktionen statt, die etwa 60 Prozent des Gesamtumsatzes erbringen.

## Geschichte
Die Gründung als „Versatzamt zu Wien“ erfolgte 1707 durch Kaiser Joseph I., gleichzeitig mit dem Frag- und Kundschaftsamt. Damit war das erste Auktionshaus entstanden. Außer dem Pfandgeschäft brachten zunächst Zwangsversteigerungen, die in einem engen Kreis abgewickelt wurden, zu dem das allgemeine Publikum kaum Zugang hatte, die meisten Einnahmen. 80 Jahre später fand die Übersiedlung in das ehemalige Dorotheerkloster statt, das „Dorotheum“ erhielt seinen heutigen Namen. Ende des 19. Jahrhunderts wurden in erster Linie Kunstwerke, Bücher, Münzen und Briefmarken versteigert. Der Neubau des Palais Dorotheum in der Dorotheergasse an der Stelle des alten Klosters wurde 1901 fertiggestellt.
Bevor das Palais das Stammhaus des international renommierten Dorotheum wurde, war das ursprüngliche Versatz- und Fragamt von 1707 auch schon in der Wiener Innenstadt untergebracht. Aber erst das 1787 neubezogene Haus Dorotheum war identitäts- und vor allem namensstiftend. Das Auktionswesen erfuhr seit dem Ende des 19. Jahrhunderts einen Aufschwung. In 13 Auktionssälen fanden Versteigerungen statt.
Kaiser Franz Joseph I. gab den Auftrag zum Neubau des Palais auf demselben Grund und Boden des ehemaligen Dorotheerklosters, gestaltet nach den Plänen des bekannten Ringstraßenarchitekten Emil von Förster, und nahm 1901 die feierliche Eröffnung vor. Förster sollte Prunkvolles schaffen, ohne verschwenderisch zu wirken. Der offizielle Titel „Dorotheum“ für das Haus war nach dem Ende der Monarchie, 1918, eingeführt worden. Von der historischen Bausubstanz zeugt unter anderem die „Kielmansegg-Mauer“ in der derzeitigen Hof-Ladezone des Dorotheum. Hier ließ man Grabsteine und Reliefs in die nach dem Statthalter Graf Erich von Kielmansegg, einem strukturellen Erneuerer des Dorotheum, benannte Mauer ein.
Kielmansegg legte den Grundstein zum modernen Auktionshaus, indem er auch die Unterteilung in Sparten einführte. Waren die Auktionen und ihre Kataloge zuvor noch eine Mischung verschiedener Kunst-, Antiquitäten- und Sammelsparten, so entstand 1900 zuerst eine eigene Kunstabteilung und auch die Numismatik-Abteilung.
Die neuen räumlichen Gegebenheiten dieses 1901 eingeweihten Innenstadtpalais und verstärkte Nachfrage ließen das Auktionswesen florieren, man veranstaltete auch zahlreiche Sonderauktionen. Besonders prominente Sammlungen kamen in der Zwischenkriegszeit zum Aufruf. So wechselte der Nachlass der österreichischen Friedensnobelpreisträgerin Bertha von Suttner (1843–1914) den Besitzer ebenso wie 1921 die gesamte Einrichtung des Salzburger Schlosses Kleßheim, einst im Besitz von Erzherzog Ludwig Viktor. Ein Großteil der Sammlung von Albert Figdor, einem der größten Privatsammler Europas, gelangte ebenfalls im Dorotheum zum Aufruf. Die Versteigerungssäle waren um den zentralen Hauptraum, heute Kaiser Franz Joseph-Saal benannt, gruppiert. Der mit über 170 Sitzplätzen bestückte Auktionssaal, der „Ludwigstorff-Saal“, leitet sich vom Namen dieses kaiserlichen Beraters ab.

### 1938–1945
Das Dorotheum wurde nach dem „Anschluss“ Österreichs an das Deutsche Reich im März 1938 übernommen. Dies geschah ebenfalls mit anderen staatlichen Einrichtungen und Auktionshäusern. Die alte Geschäftsführung wurde abgesetzt und durch die NSDAP-Parteimitglieder Anton Jennewein und Franz Hofbauer ersetzt. Sämtliche jüdische Mitarbeiter wurden entlassen. Jennewein und Hofbauer waren bestrebt, das Auktionsgeschäft mit der Protektion der Nazis im ganzen Reich auszubauen.
Dies gelang zu Beginn der 1940er Jahre vor allem durch die Versteigerung von „arisierten“ Mobilien und Hausrat. Die „Arisierung“ zahlreicher Kunstgegenstände über Versteigerungen in dieser staatlichen Institution wurde formal legalisiert.
Das Dorotheum profitierte als Kommissionär durch die Einlieferungen von nationalsozialistischen Stellen wie der Gestapo, den Zoll- und Finanzbehörden und der Gemeinde Wien. Das Dorotheum genoss im Dritten Reich fast eine Monopolstellung und konnte mit dem Verkauf der beschlagnahmten Güter von ehemals jüdischen und anderen Besitzern seinen Profit enorm steigern. Die Wertgegenstände wurden meist weit unter ihrem realen Wert eingeschätzt, um den Besitzern möglichst wenig zu zahlen. Beim Versteigern wurden die Gegenstände und Mobilien natürlich bei ihrem oder knapp dem realen Wert verkauft, dadurch ergaben sich beträchtliche Gewinne.
Nach 1945 hielt sich das Dorotheum sehr eng an die geltenden gesetzlichen Vorgaben zur Rückgabe von Raumkunst, vor allem im Rahmen des 3. Rückstellungsgesetzes. Die rechtlichen Voraussetzungen waren durch frühere Eigentümer häufig nur schwer zu erfüllen. Sie mussten Nachweise über ihr verlorengegangenes Eigentum vorlegen und die finanziellen Mittel zur Rückabwicklung der unrechtmäßigen Vermögensentziehung aufbringen. Das Dorotheum versagte darüber hinausgehende Unterstützung bei der Suche nach „arisiertem“ Hab und Gut. Listen vom geraubten Gut wurden später sogar vernichtet, was eine Rückstellung weiter erschwerte. Bis heute ist es bei vielen Gegenständen nicht mehr festzustellen, wer frühere Eigentümer waren bzw. deren rechtmäßige Erben sind.

### Aufarbeitung der Geschichte
Die Privatisierung des Unternehmens fing 2001 an. Nach den Jahrzehnten sozialdemokratischer Bundeskanzler mit wenig Aktivitäten setzte seit der im Jahre 2000 erfolgten FPÖ-Beteiligung an der neuen Regierung starker internationaler Druck ein, auch seitens der Israelitischen Kultusgemeinden Österreichs, und das Dorotheum war zunehmender Kritik ausgesetzt. Ein erster wichtiger Schritt und symbolischer Akt gegenüber den Opfern und Nachkommen war die Einzahlung von 32 Millionen US-Dollar aus dem Verkaufserlös des Dorotheum in den „Allgemeinen Entschädigungsfonds für Opfer des Nationalsozialismus“.
Ein weiterer Ausdruck der Wahrnehmung der Verantwortung durch die neue Geschäftsführung war die Einrichtung einer eigenen Abteilung für Provenienzforschung. Damit ist das Unternehmen das erste und einzige Auktionshaus im deutschsprachigen Raum, das eine solche Stelle eingerichtet hat. Die Zusammenarbeit mit Opferverbänden und insbesondere der Israelitischen Kultusgemeinde Wien, wurde verstärkt.
Eine grundlegende Tätigkeit der Historiker bestand darin, das im Dorotheum befindliche Aktenmaterial (1933–1967) zu sichten, aufzubereiten und zu ordnen. Diese Quellen wurden dem Österreichischen Staatsarchiv übergeben und der Öffentlichkeit zugänglich gemacht. Die Historiker Sonja Niederacher, Alexander Schröck und Stefan August Lütgenau legten nach mehrjähriger Forschung unter Berücksichtigung in- und ausländischer Archive die unternehmensgeschichtliche Darstellung und Analyse des Unternehmens vor.
Im Frühjahr 2006 präsentierte das Dorotheum die Studie Zwischen Staat und Wirtschaft. Das Dorotheum im Nationalsozialismus der Öffentlichkeit. Gleichzeitig wurde das historische Aktenmaterial des Dorotheum durch die Übergabe an das Österreichische Staatsarchiv öffentlich zugänglich gemacht. Die Historikerin Sonja Niederacher schrieb in der Tageszeitung Der Standard: „Auf wirtschaftlicher Ebene hat das Dorotheum vom NS-Regime profitiert“. Dorotheum-Geschäftsführer Martin Böhm sprach von einem „symbolischen Akt“, einem „Akt der Verantwortung gegenüber der Geschichte.“ Zur gleichen Zeit bat er öffentlich, „alle Betroffenen, denen Leid zugefügt wurde von Seiten unseres Hauses, um Entschuldigung“.

### Privatisierung
Das Dorotheum, das bis dahin eine juristische Person sui generis war, wurde mit Wirkung vom 1. Jänner 1979 in eine Gesellschaft mit beschränkter Haftung umgewandelt. Die Gesellschaft stand im Eigentum des Bundes und wurde im Jahr 1998 der ÖIAG zum Zweck der Privatisierung übergeben. Die 100%ige Privatisierung selbst erfolgte sodann im September 2001 unter Leitung des Finanzministers Karl-Heinz Grasser. Käufer waren die Kärntner Unternehmerbrüder Erwin und Hanno Soravia (Soravia Group) und der Medienunternehmer Christoph Dichand, die damals bereits das Internetauktionshaus OneTwoSold (1999–2008) gemeinsam betrieben. Die Privatisierung wurde vom Rechnungshof wegen geringer Erlöse und zu hoher Kosten für die beteiligte Investmentbank heftig kritisiert, nachfolgende strafrechtliche Ermittlungen gegen Grasser wurden jedoch eingestellt.

### Renoir-Diebstahl
Am 26. November 2018 wurde das Ölgemälde Limoges 1841-1919 Cagnes/Nice, Golfe, mer, falaises mertes (1895, 27 × 40 cm, gerahmt) des französischen Impressionisten Pierre-Auguste Renoir aus den Räumen des Dorotheums gestohlen. Auf Bildern von Überwachungskameras wurden Verdächtige ausgemacht. Etwa im Zeitraum des 8. bis 10. Dezembers 2018 wurde ein Verdächtigter in Amsterdam gefasst.

## Antiquitäten- und Schmuckhandel

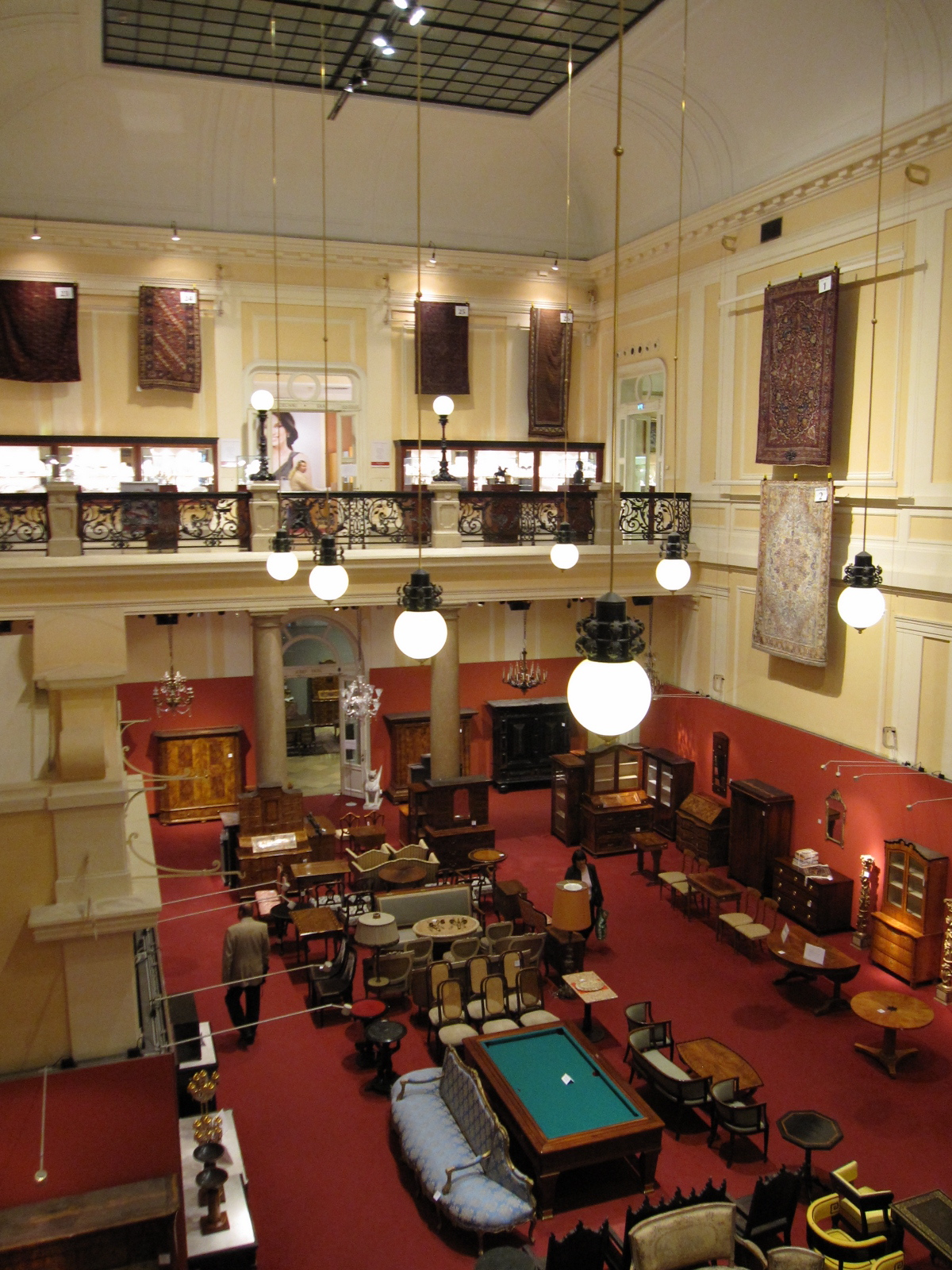
Innenansicht des Palais Dorotheum

Seit 1978 ist der Handelsbereich ein weiterer Geschäftsbereich des Dorotheum. In Verkaufsgalerien, heute Dorotheum Galerie genannt, kann jeder unabhängig von Auktionen Kunst- und Dekorgegenstände sowie Antiquitäten sofort erwerben. Dieser Zweig ist gemeinsam mit Dorotheum Juwelier eines der drei Standbeine des Dorotheum im Jubiläumsjahr 2007. Traditionellen Silber- und Goldschmuck, Armbanduhren sowie eine modische Trend-Linie offerieren 29 Standorte in Österreich und machen damit das Dorotheum zum größten Schmuckanbieter des Landes. Die Ausweitung ins internationale Juwelengeschäft bereitete der Kauf der größten ungarischen Schmuckhandelskette OREX – eine Traditionsfirma, die ihren Namen weiterhin behält – im Jahre 2004. Das Juwelenlabor prüft nicht nur Juwelen für die Auktionen, sondern erstellt Gutachten und Zertifikate über die Echtheit und Qualität von Steinen und führt Schätzungen durch.

## Dorotheum als Kunstmäzen
Das Dorotheum ist als Sponsor des MUMOK (Museum moderner Kunst Stiftung Ludwig Wien) immer wieder Veranstalter der „Museumstage“, bei dem das Publikum freien Eintritt hat. Außerdem finanzierte es den permanent installierten „White Cube“ des renommierten Künstlers Heimo Zobernig, eine Verbindungsbrücke im Museum. Das Dorotheum initiierte die Gründung des „Art Cluster Vienna“, einer Vereinigung sämtlicher großer Wiener Kunsthäuser, Museen und Kunsthochschulen, die in der Verbindung mit Kunst und Wirtschaft den Standort Wien vermehrt international propagieren wollen. Ein großes Zeichen setzt der Art Cluster seit 2004 mit der zeitgleich zur Gegenwartskunstmesse Viennafair im April stattfindenden „Vienna Art Week“, einer Woche der Kunst mit Sonderveranstaltungen wie Spezialführungen, Art-Dinners, Panel-Diskussionen u. v. m. Seit 2006 wird auch der gemeinsam mit der Galerie Sanct Lucas, dem Liechtenstein Museum und der LGT veranstaltete, mit 25.000 Euro dotierte „viennaartbookaward“ vergeben.

## Auktionen
Hauptattraktion des Dorotheum, und von 1707 an im Gründungspatent festgeschrieben, sind die täglichen Versteigerungen. Rund 700 Auktionen jährlich wickelt das Team in den österreichischen Bundesländern, in Prag und vor allem in Wien ab. In den vier jährlichen „Auktionswochen“ liegen die Schwerpunkte im Bereich Moderne, Zeitgenössische Kunst, Gemälde des 19. Jahrhunderts, Silber, Glas und Porzellan, Juwelen, Uhren, Jugendstil, Möbel, Skulpturen, Meisterzeichnungen sowie Alte Meister. Der Experte Peter Wolf entdeckte 1992 ein Gemälde als von Hans von Aachen stammend, dessen Spur sich im Laufe der Jahrhunderte verloren hatte. Es wurde für 472.000 Euro an das Wiener Kunsthistorische Museum verkauft. Für das Gemälde „Zwischen Tugend und Laster“ von Frans Francken II  erzielte das Dorotheum im April 2010 einen Rekordpreis von 7,02 Millionen Euro. Im Juni 2021 erreichte  das Gemälde  „Wilde Tiere sind gefährdet“ von Maria Lassnig mit 1,37 Millionen Euro den höchsten Preis, der jemals in Österreich für ein zeitgenössisches Kunstwerk erzielt wurde.

## Andere Bezeichnungen
Von den Wienern wird das Dorotheum auch als „das Pfandl“ (Pfandleihanstalt) bezeichnet oder als „Tante Dorothee“, der man gern einmal etwas „borgt“. Unter diesem Titel besang Ludwig Hirsch auf seinem 1979 erschienenen schaurigen Album Komm grosser schwarzer Vogel eine Auktion mit makabrem Wiener Schmäh.

## Aufsichtsrat
Mitglieder des Aufsichtsrates sind Erwin Soravia von der Soravia Group, der Unternehmer Michael Tojner, Johanna Dichand, die Tochter des 2010 verstorbenen Medienunternehmers Hans Dichand und Markus Jandl.